# کارول هیوز
کارول هیوز (انگلیسی: Carol Hughes; ۱۷ ژانویهٔ ۱۹۱۰ – ۸ اوت ۱۹۹۵) هنرپیشه اهل ایالات متحده آمریکا بود.
از فیلم‌ها یا برنامه‌های تلویزیونی که وی در آن نقش داشته‌است می‌توان به زنان، دی او ای، رابطه عاشقانه، جو یانگ قدرتمند، و مرد مجرد و دختر جوان اشاره کرد.